# Лейкв'ю-Гайтс (Кентуккі)
Лейкв'ю-Гайтс (англ. Lakeview Heights) — місто (англ. city) в США, в окрузі Роуен штату Кентуккі. Населення — 277 осіб (2020).

## Географія
Лейкв'ю-Гайтс розташований за координатами 38°9′7″ пн. ш. 83°30′20″ зх. д. / 38.15194° пн. ш. 83.50556° зх. д. (38.151972, -83.505571).  За даними Бюро перепису населення США в 2010 році місто мало площу 0,31 км², з яких 0,30 км² — суходіл та 0,01 км² — водойми. В 2017 році площа становила 0,36 км², з яких 0,36 км² — суходіл та 0,01 км² — водойми.

## Демографія
Згідно з переписом 2010 року, у місті мешкало 185 осіб у 78 домогосподарствах у складі 61 родини. Густота населення становила 597 осіб/км².  Було 83 помешкання (268/км²).
Расовий склад населення:
| - 98,4 % — білих - 0,5 % — корінних американців - 0,5 % — чорних або афроамериканців |

До двох чи більше рас належало 0,0 %. Частка іспаномовних становила 0,5 % від усіх жителів.
За віковим діапазоном населення розподілялося таким чином: 17,3 % — особи молодші 18 років, 63,8 % — особи у віці 18—64 років, 18,9 % — особи у віці 65 років та старші. Медіана віку мешканця становила 49,9 року. На 100 осіб жіночої статі у місті припадало 90,7 чоловіків;  на 100 жінок у віці від 18 років та старших — 84,3 чоловіків також старших 18 років.
Середній дохід на одне домашнє господарство  становив 96 268 доларів США (медіана — 88 750), а середній дохід на одну сім'ю — 101 022 долари (медіана — 96 750). За межею бідності перебувало 8,2 % осіб, у тому числі 14,5 % дітей у віці до 18 років та 0,0 % осіб у віці 65 років та старших.
Цивільне працевлаштоване населення становило 152 особи. Основні галузі зайнятості: освіта, охорона здоров'я та соціальна допомога — 46,1 %, роздрібна торгівля — 9,2 %, публічна адміністрація — 9,2 %.